# Ulrich Sinn (Komponist)
Ulrich Sinn ist ein österreichischer Filmkomponist.
Ulrich Sinn ist seit Beginn der 1990er Jahre als Filmkomponist tätig. So schuf er 1993 die Musik für die Tragikomödie Indien. Die Musik zu Weihnachtsfieber wurde 1997 auch als CD veröffentlicht. Ab 2007 schrieb er die Musik für zwei Tatort-Episoden des SWR. Ab 2011 wirkte er als Komponist bei der Serie Schlawiner mit.

## Filmografie
- 1991: Trauma (Kurzfilm)
- 1992: Cappuccino Melange (Fernsehfilm)
- 1993: Indien
- 1994: Geschichten aus der Gruft (Fernsehserie, eine Folge)
- 1997: Weihnachtsfieber
- 2003: Adam und Eva (Fernsehfilm)
- 2003: Küssen verboten, Baggern erlaubt
- 2007: Tatort: Sterben für die Erben
- 2009: Tatort: Kassensturz
- 2011–2013: Schlawiner (Fernsehserie, 17 Folgen)
- 2017: Die Firma dankt